# Дядик Віктор Іванович
Віктор Іванович Дядик (нар. 28 липня 1931, місто Нікополь, тепер Дніпропетровської області — ?) — український радянський діяч, начальник шахти № 2 «Золоте» тресту «Первомайськвугілля» Луганської області. Депутат Верховної Ради УРСР 7-го скликання.

## Біографія
Народився у родині службовця. У 1954 році закінчив Дніпропетровський гірничий інститут.
У 1954—1958 роках — помічник начальника дільниці, начальник дільниці шахти № 1—2 «Гірська» тресту «Первомайськвугілля» Ворошиловградської області.
Член КПРС з 1957 року.
У 1958—1960 роках — головний інженер шахти № 4—6 «Карбоніт» тресту «Первомайськвугілля» Луганської області.
З 1960 року — начальник шахти № 2 «Золоте» тресту «Первомайськвугілля» Луганської області. Шахта рік у рік перевиконувала встановлені плани.
Потім — на пенсії у місті Первомайську Луганської області.

## Нагороди
- орден «Знак Пошани»
- ордени
- медалі